# قائمة آثار محافظة عمان

محافظة عمَّان.

تتناول هذه القائمة المواقع الأثرية المسجَّلة رسمياً لدى دائرة الآثار العامة التابعة لوزارة السياحة والآثار في محافظة عمان شمال الأردن.

## القائمة
| الرقم | الاسم                                | الوصف                                           | الموقع   | الإحداثيات | الصورة                                |
| ----- | ------------------------------------ | ----------------------------------------------- | -------- | ---------- | ------------------------------------- |
| AM-IS | معالم عامة إسلامية حسب وزارة الاوقاف | معالم مدينة عمان الاسلامية حسب وزارة الاوقاف    | عمان     |            | صورة                                  |
| AM-00 | معالم عامة                           | معالم مدينة عمان التراثية حسب امانة عمان الكبرى | عمان     |            | صورة                                  |
| AM-01 | جبل القلعة                           | العصر العموني-الأموي                            | وسط عمّان |            | العصر العموني-الأموي · Upload file    |
| AM-02 | المدرج الروماني                      | العصر الروماني                                  | وسط عمّان |            | العصر الروماني · Upload file          |
| AM-03 | سبيل الحوريات                        | العصر الروماني                                  | وسط عمّان |            | العصر الروماني · Upload file          |
| AM-04 | الأوديوم                             | العصر الروماني                                  |          |            | صورة                                  |
| AM-05 | النويجيس                             | العصر الروماني                                  |          |            | العصر الروماني · Upload file          |
| AM-06 | الرقيم                               | العصر البيزنطي-الإسلامي                         |          |            | العصر البيزنطي-الإسلامي · Upload file |
| AM-07 | رجم الملفوف                          | العصر العموني                                   |          |            | العصر العموني · Upload file           |
| AM-08 | ضريح القويسمة                        | العصر الروماني                                  |          |            | صورة                                  |
| AM-09 | قصر العبد (قصر عراق الأمير)          | العصر اليوناني                                  |          |            | العصر اليوناني · Upload file          |
| AM-10 | قصر المشتى                           | العصر الأموي                                    |          |            | العصر الأموي · Upload file            |
| AM-11 | أم الرصاص                            | العصر الروماني                                  |          |            | صورة                                  |
| AM-12 | أم الوليد                            | العصر الروماني-الأموي                           |          |            | صورة                                  |
| AM-13 | قصر القسطل                           | العصر الأموي                                    |          |            | صورة                                  |
| AM-14 | قصر الخرانة                          | العصر الأموي                                    |          |            | صورة                                  |